# Dwars door Vlaanderen 2022
La Dwars door Vlaanderen 2022, (in italiano: Attraverso le Fiandre 2022), settantaseiesima edizione della corsa e valida come undicesima prova dell'UCI World Tour 2022 categoria 1.UWT, si svolse il 30 marzo 2022 su un percorso di 183,7 km, con partenza da Roeselare e arrivo a Waregem, in Belgio. La vittoria fu appannaggio dell'olandese Mathieu van der Poel, che completò il percorso in 4h05'39", alla media di 44,869 km/h, precedendo il belga Tiesj Benoot ed il britannico Thomas Pidcock.
Sul traguardo di Waregem 108 ciclisti, su 166 partiti da Roeselare, portarono a termine la competizione.

## Squadre e corridori partecipanti
| N.      | Cod. | Squadra                     |
| ------- | ---- | --------------------------- |
| 1-7     | IGD  | Ineos Grenadiers            |
| 12-17   | UAD  | UAE Team Emirates           |
| 21-27   | QST  | Quick-Step Alpha Vinyl Team |
| 31-37   | ACT  | AG2R Citroën Team           |
| 41-47   | TJV  | Jumbo-Visma                 |
| 51-57   | AFC  | Alpecin-Fenix               |
| 61-67   | TFS  | Trek-Segafredo              |
| 71-77   | LTS  | Lotto Soudal                |
| 81-87   | AQT  | Astana Qazaqstan Team       |
| 91-97   | TBV  | Bahrain Victorious          |
| 101-107 | BOH  | Bora-Hansgrohe              |
| 111-117 | COF  | Cofidis                     |
| 121-127 | EFN  | EF Education-EasyPost       |

| N.      | Cod. | Squadra                   |
| ------- | ---- | ------------------------- |
| 131-137 | GFC  | Groupama-FDJ              |
| 141-147 | IWG  | Intermarché-Wanty-Gobert  |
| 151-155 | IPT  | Israel-Premier Tech       |
| 161-167 | MOV  | Movistar Team             |
| 171-177 | BEX  | Team BikeExchange-Jayco   |
| 181-187 | DSM  | Team DSM                  |
| 191-197 | ARK  | Team Arkéa-Samsic         |
| 201-207 | TEN  | TotalEnergies             |
| 211-217 | BBK  | B&B Hotels-KTM            |
| 221-227 | SVB  | Sport Vlaanderen-Baloise  |
| 231-237 | BWB  | Bingoal Pauwels Sauces WB |
| 241-247 | UXT  | Uno-X Pro Cycling Team    |

## Ordine d'arrivo (Top 10)
| Pos. | Corridore          | Squadra      | Tempo    |
| ---- | ------------------ | ------------ | -------- |
| 1    | M. van der Poel    | Alpecin      | 4h05'39" |
| 2    | Tiesj Benoot       | Jumbo        | a 1"     |
| 3    | Thomas Pidcock     | Ineos        | a 5"     |
| 4    | Victor Campenaerts | Lotto        | s.t.     |
| 5    | Nils Politt        | Bora         | s.t.     |
| 6    | Stefan Küng        | Groupama     | s.t.     |
| 7    | Kelland O'Brien    | BikeExchange | s.t.     |
| 8    | Ben Turner         | Ineos        | a 12"    |
| 9    | Jan Tratnik        | Bahrain      | a 2'08"  |
| 10   | Tadej Pogačar      | UAE          | s.t.     |